# ヴンジーデル
ヴンジーデル (ドイツ語: Wunsiedel, ドイツ語発音: [ˈvʊnziːd̩l]) は、ドイツ連邦共和国バイエルン州オーバーフランケン行政管区ヴンジーデル・イム・フィヒテルゲビルゲ郡に属する郡所属市。フィヒテル山地、ケサイン山の麓、レスラ川の渓谷に位置する。
毎年行われるルイーゼンブルク演劇祭で特に知られる。

## 地理

### 市の構成
本市は、公式には30の地区 (Ort) からなる。このうち小集落や孤立農場などを除く集落を以下に列記する。
| - ベルンシュタイン - ブライテンブルン - フルトハンマー - ゲプファースグリュン - ハウエンロイト - ヒルデンバッハ | - ホーレンブルン - ヨハネスツェヒェ - シェーンブルン - ジナーテングリュン - ヴィンタースロイト - ヴンジーデル |

## 歴史
この集落は1163年に、下級騎士(ミニステリアーレ)のアーデルベルトゥスあるいはアルブレヒトの所在地として初めて文献に現れる。名前は、おそらく、wunne=Waldwiesenland=森の中の草地、sedel=Edelsitz=貴族の所在地、に由来する。1285年に、ハプスブルク家の皇帝ルドルフ1世によりニュルンベルク城伯フリードリヒ3世に与えられた。1326年、フリードリヒ4世から都市権を与えられ、1328年に皇帝ルートヴィヒ・フォン・バイエルンによって、これが保証された。ハンス・フォン・コッツァウは1430年にカタリーネンベルクの戦いでフス教徒を打ち破り、1462年にはヨプスト・フォン・シルンディングが再びカタリーネンベルクでボヘミア軍を撃破した。ヴンジーデルは、中世には錫採掘の中心であり、ブリキの生産により経済的に重きをなした。1613年以降、ヴンジーデルはゼクスエムターラントの中心地となる。ヴンジーデルの首席官僚は、ホーエンベルク、ヴァイセンシュタット、キルヒェンラミッツ、ゼルプおよびティーエルシュタインの担当官吏をその支配下に置いていた。1791年あるいは1792年までこの町は、ホーエンツォレルン家のバイロイト侯領に属し、最後の辺境伯カール・アレクサンダーの退位後は1792年から1806年までプロイセン王国に属した。この侯領は4年間ナポレオン軍の管理下に置かれた後1810年にバイエルン王国領となった。1476年、1547年、1607年、1636年、1644年、1657年、1731年と大火に見舞われ、その都度市街の一部に壊滅的な被害を受けた。1834年の最後の大火ではヴンジーデルの2/3が破壊され、この町は古典主義風の外観を獲得することになった。
ヴンジーデルは、1990年代から毎年8月にルドルフ・ヘスの墓所周辺でネオナチのパレードが行われることで全国的に知られている。バイエルン州の行政裁判所と連邦憲法裁判所が許容されるとの見解を示した「記念パレード」に、2004年には約4,500人の参加者があった。このパレードに反対の意志を示すため、ヴンジーデル市民らは反対のデモを組織し、市民主導の立場を示した。2005年のパレードは禁止され、バイロイト行政裁判所のこの決定は、バイエルン行政裁判所および連邦憲法裁判所によって追認された。

## 公共機関

### 州機関
州機関として、郡庁、税務署、測量局、簡易裁判所、警察監査局がヴンジーデルにある。

### レクリエーション、スポーツ施設
フィヒテル山地ホールとフィヒテル山地スタジアムは、地域外でもよく知られている。また、ユースホステルや、市公営の青少年センターもある。

### クラブ
- Turnverein Wunsiedel 1861 e.V. （ヴンジーデル体操クラブ1861）
- Spielvereinigung 1928 Wunsiedel e.V. （ヴンジーデル運動クラブ1928）

## 友好都市
- マンド （フランス） 1980年
- シュヴァルツェンベルク （ドイツ、ザクセン州） 1990年
- ヴォルテッラ （イタリア、トスカーナ州） 2006年

## 市域の拡大

### 市町村合併
1975年にシェーンブルン、1978年にヒルデンバッハ、ホーレンブルン、ベルンシュタインが合併した。

## 文化と見所

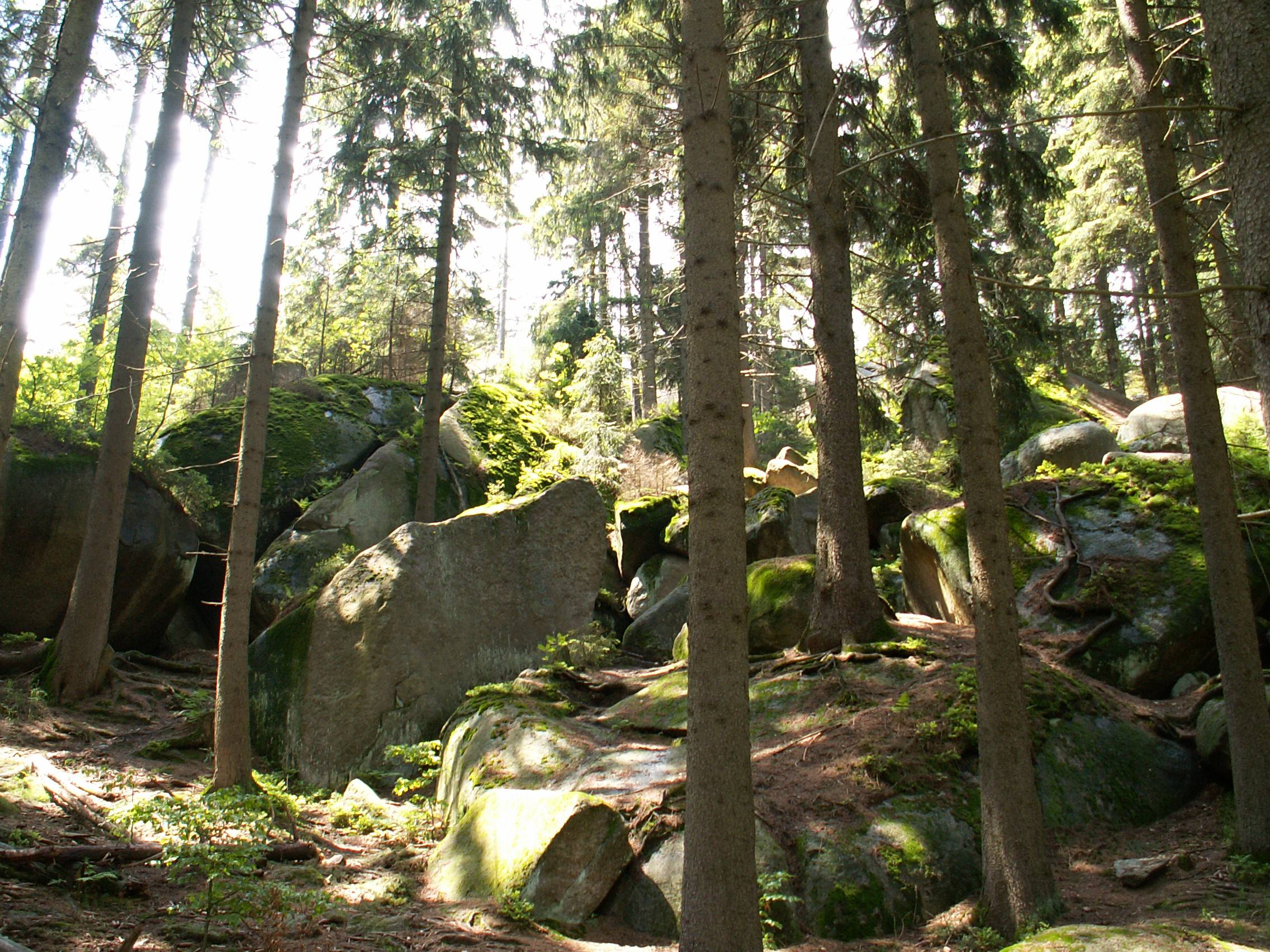
フェルゼンラビリント

- ルイゼンブルク岩の迷宮（フェルゼンラビリント）

### 博物館
- フィヒテル山地博物館

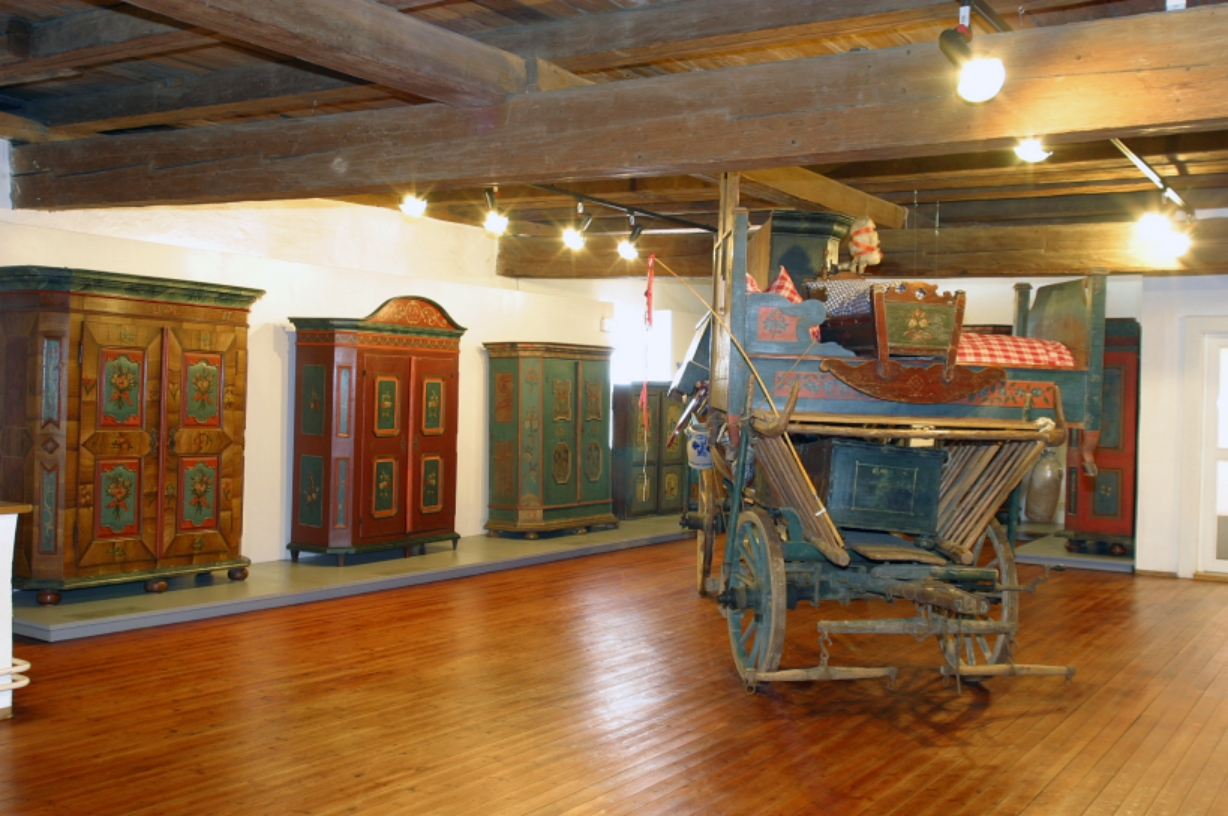
フィヒテル山地博物館展示室

- ドイツ自然石資料館: 世界中から集められた5500点の自然石を所有するこの分野では世界最大のコレクション

## 建造物
- 聖ファイト市教会
- 聖マリア施療教会
- 12聖人市教区教会
- 聖三位一体墓地教会
- カタリーネンベルクの聖カタリーナ教会跡: この町で最も古い建造物の遺跡
- ラートハウス (市議会堂): 1835年から1837年建造
- コペーテン門: かつての市の防衛施設中、唯一保存されている市門
- ジャン・パウル生誕の家（かつての学校）:ルートヴィヒ・シュヴァンターラー作の胸像がある。

### 年中行事
- ルイーゼンブルク演劇祭: 6月から8月に、ドイツで最も古い屋外の自然の舞台で行われる、演劇祭
- 6月25日（聖ヨハネの祭日）の前の土曜日に開催されるブルンネンフェスト（泉の祭り）

## 人物

### 出身者
- オイゲン・ヨハン・クリストフ・エシュペル（1742年 - 1810年）昆虫学者、植物学者、病理学者
- ジャン・パウル（1763年 - 1825年）作家
- カール・ルートヴィヒ・ザント（1795年 - 1820年）ブルシェンシャフト支持者、アウグスト・フォン・コツェブーの殺害者
- カール・ブラウン（1952年 - ）民俗学者

## 引用
1. ↑  https://www.statistikdaten.bayern.de/genesis/online?operation=result&code=12411-003r&leerzeilen=false&language=de Genesis-Online-Datenbank des Bayerischen Landesamtes für Statistik Tabelle 12411-003r Fortschreibung des Bevölkerungsstandes: Gemeinden, Stichtag (Einwohnerzahlen auf Grundlage des Zensus 2011)
2. ↑  Max Mangold, ed (2005). Duden, Aussprachewörterbuch (6 ed.). Dudenverl. p. 843. ISBN 978-3-411-04066-7
3. ↑  Bayerische Landesbibliothek Online